# Babín (odbočka)
Babín (nebo též Odb Babín) je odbočka, která se nachází v km 319,131 dvoukolejné elektrizované trati Nymburk hl. n. – Kolín mezi Nymburkem předjízdným nádražím (což je jeden z obvodů Nymburka hlavního nádraží) a Poděbrady. Z této hlavní trati se v odbočce oddělují dvě traťové koleje do obvodu Nymburk seřaďovací nádraží. Odbočka se nachází severozápadně od Velkého Zboží, na jehož katastru také leží. Název získala odbočka podle lesa, ve kterém leží.

## Historie
Odbočka byla zřízena v roce 1943, kdy bylo dáno do provozu jednokolejné napojení do seřaďovacího nádraží v Nymburce, druhá kolej pak přibyla v roce 1945.

## Popis odbočky
V odbočce vycházejí z traťových kolejí č. 1 a 2 spojovací traťové koleje č. 3 pro jízdy ze seřaďovacího nádraží a č. 4 pro jízdy do seřaďovacího nádraží. Při jízdě ze seřaďovacího nádraží po koleji č. 3 se mimoúrovňově kříží koleje č. 1, 2 a 3, poté z ní již v odbočce odbočuje manipulační kolej do měnírny Babín a následuje zapojení do koleje č. 1. Kolej č. 4 je v odbočce napojena do koleje č. 2. V odbočce jsou rovněž kolejové spojky umožňující jízdy mezi 1. a 2. kolejí.
Odbočka je vybavena reléovým zabezpečovacím zařízením, které obsluhuje místně výpravčí ze stavědla. V odbočce je celkem sedm výhybek (čtyři na spojkách traťových kolejí, dvě do odbočných traťových kolejí a jedna na kolej měnírny) s elektromotorickým přestavníkem a bez elektrického ohřevu. Odbočka je kryta šesti vjezdovými návěstidly: 1L a 2L od Poděbrad, 1S a 2S od předjízdného nádraží, 1BL a 2BL od seřaďovacího nádraží. Jízda vlaků ve všech přilehlých traťových úsecích je zajištěna tříznakovým automatickým blokem.
Přímo v obvodu odbočky se nacházejí dva přejezdy. Přejezd P3594 (lesní cesta) v km 319,032, který je vybavený světelným přejezdovým zabezpečovacím zařízením bez závor, je přímo na zhlaví odbočky. Další přejezd se nachází pouze na 3. traťové koleji v km 0,156, má označení P3618 (silnice IV. třídy) a je chráněn pouze výstražnými kříži.